# Jeannine Pelland
 (décembre 2017).
Si vous disposez d'ouvrages ou d'articles de référence ou si vous connaissez des sites web de qualité traitant du thème abordé ici, merci de compléter l'article en donnant les références utiles à sa vérifiabilité et en les liant à la section « Notes et références ».
Jeannine Pelland est une infirmière canadienne née à Montréal, le 21 mai 1931.
Elle est la présidente de l'Ordre des infirmières et infirmiers du Québec. 

## Honneurs
- 1948 - Médaille du lieutenant-gouverneur de la province de Québec
- 1985 - Médaille de bronze de l'Université de Montréal
- 1987 - Dame de mérite de l'Ordre souverain militaire de St-Jean de Jérusalem
- 1989 - Chevalier de l'Ordre national du Québec
- 1990 - Membre de l'Ordre du Canada